# العلاقات الإثيوبية الجامايكية
العلاقات الإثيوبية الجامايكية هي العلاقات الثنائية التي تجمع بين إثيوبيا وجامايكا.

## مقارنة بين البلدين
هذه مقارنة عامة ومرجعية للدولتين:
| وجه المقارنة                                              | إثيوبيا                        | جامايكا       |
| --------------------------------------------------------- | ------------------------------ | ------------- |
| المساحة (كم2)                                             | 1.10 مليون                     | 10.99 ألف     |
| عدد السكان (نسمة)                                         | 104.96 مليون                   | 2.95 مليون    |
| الكثافة السكانية (ن./كم²)                                 | 95.42                          | 268.43        |
| العاصمة                                                   | أديس أبابا                     | كينغستون      |
| اللغة الرسمية                                             | اللغة الأمهرية                 | لغة إنجليزية  |
| العملة                                                    | بير إثيوبي                     | دولار جامايكي |
| الناتج المحلي الإجمالي (بليون دولار)                      | 80.56 مليار                    | 14.77 مليار   |
| الناتج المحلي الإجمالي (تعادل القوة الشرائية) بليون دولار | 161.90 مليار                   | 24.79 مليار   |
| الناتج المحلي الإجمالي الاسمي للفرد دولار أمريكي          | 619                            | 5.23 ألف      |
| الناتج المحلي الإجمالي للفرد دولار أمريكي                 | 1.50 ألف                       | 8.88 ألف      |
| مؤشر التنمية البشرية                                      | 0.442                          | 0.719         |
| رمز المكالمات الدولي                                      | +251                           | +1876         |
| رمز الإنترنت                                              | .et                            | .jm           |
| المنطقة الزمنية                                           | ت ع م+03:00، توقيت شرق أفريقيا | 00            |

## منظمات دولية مشتركة
يشترك البلدان في عضوية مجموعة من المنظمات الدولية، منها:
| علم المنظمة | اسم المنظمة                                                | تاريخ انضمام إثيوبيا | تاريخ انضمام جامايكا |
| ----------- | ---------------------------------------------------------- | -------------------- | -------------------- |
|             | الاتحاد البريدي العالمي                                    | ?                    | ?                    |
|             | منظمة حظر الأسلحة الكيميائية                               | ?                    | ?                    |
|             | الأمم المتحدة                                              | 13 نوفمبر 1945       | 18 سبتمبر 1962       |
|             | منظمة الشرطة الجنائية الدولية                              | ?                    | ?                    |
|             | وكالة ضمان الاستثمار متعدد الأطراف                         | 13 أغسطس 1991        | 12 أبريل 1988        |
|             | مؤسسة التمويل الدولية                                      | 20 يوليو 1956        | 31 مارس 1964         |
|             | مجموعة دول أفريقيا والكاريبي والمحيط الهادئ                | ?                    | ?                    |
|             | البنك الدولي للإنشاء والتعمير                              | 27 ديسمبر 1945       | 21 فبراير 1963       |
|             | الاتحاد الدولي للاتصالات                                   | 20 فبراير 1932       | 18 فبراير 1963       |
|             | العملية المشتركة للاتحاد الأفريقي والأمم المتحدة في دارفور | ?                    | ?                    |
|             | يونسكو                                                     | 1 يوليو 1955         | 7 نوفمبر 1962        |

## وصلات خارجية
- موقع وزارة الخارجية الإثيوبية
- موقع وزارة الخارجية الجامايكية